# Godeliève Mukasarasi

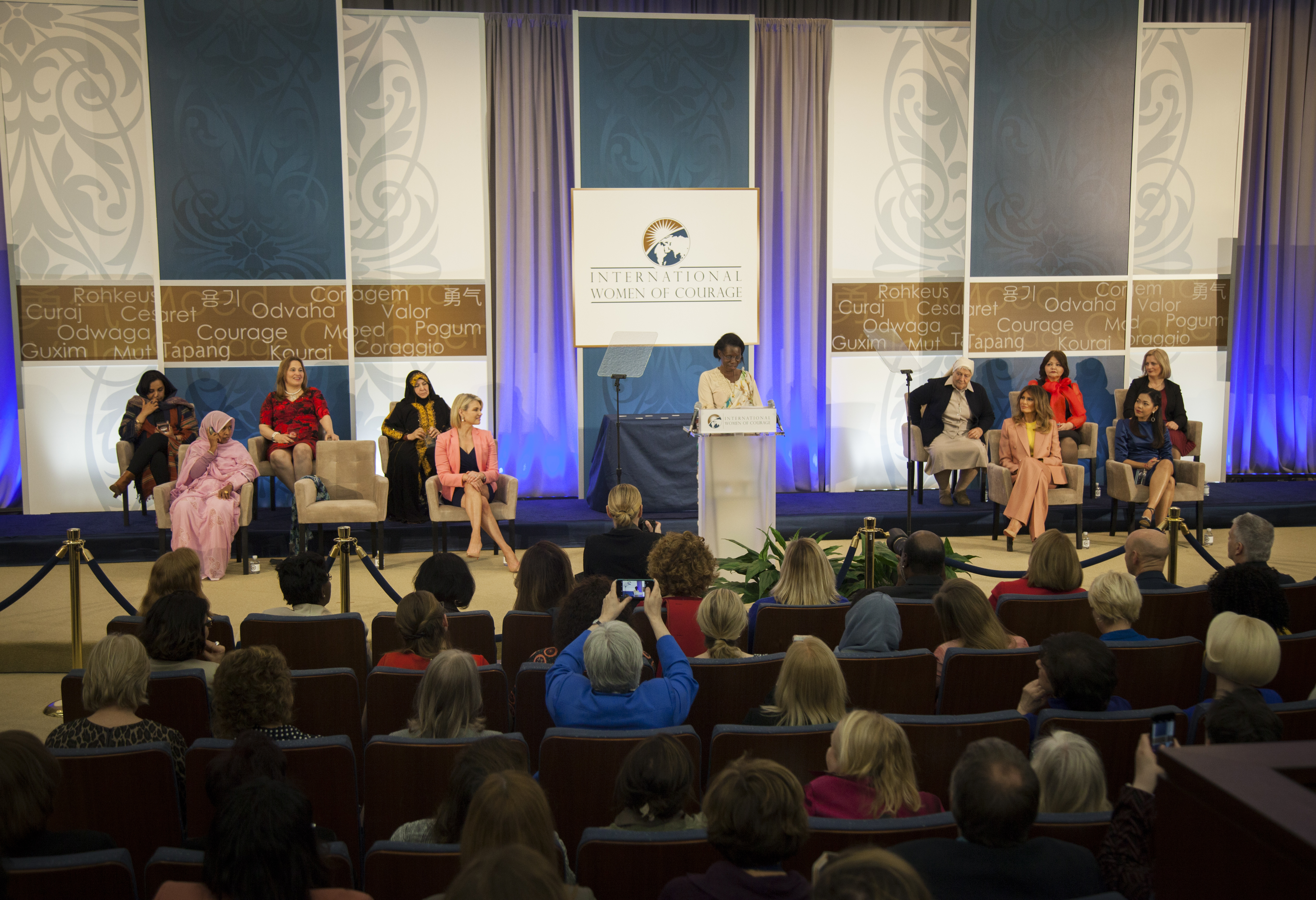
El 23 de marzo, los Premios Internacionales de Mujeres de Coraje (IWOC) en el Departamento de Estado de los Estados Unidos para honrar a 10 mujeres extraordinarias de todo el mundo.

Godeliève Mukasarasi (Gitarama, 1959) es una trabajadora social de Ruanda, superviviente de genocidio y activista de desarrollo rural. Creó la organización Sevota (Solidaridad para el Desarrollo de las Viudas y los Huérfanos a través del Trabajo y la Autopromoción) para apoyar a las mujeres viudas y sus hijos después del genocidio. En 2018 recibió el Premio Internacional a las Mujeres de Coraje (International Women of Courage Award)  por su trabajo.

## Biografía
Mukasarasi nació en Gitarama, distrito de Muhanga, donde trabajó como trabajadora social. Después del genocidio de Ruanda en 1994, fundó un grupo llamado SEVOTA, un grupo de apoyo para ayudar a las viudas y los huérfanos a promover sus derechos socioeconómicos.  La organización enfatiza la creación de "espacios seguros" para diálogos de sobrevivientes y recreación física para niños, y tiene su sede en la comuna de Taba.
En 1996, su marido, Emmanuel Rudasingwa, y su hija fueron asesinados por una banda armada. En su testimonio a los investigadores de derechos humanos, Mukasarasi atribuyó el ataque a Hutus recientemente regresado de Zaire, en represalia por las conversaciones de su esposo con representantes del Tribunal Penal Internacional para Ruanda. Mukasarasi se sintió intimidada, pero encontró a cuatro personas que estaban dispuestas a testificar. Recibió un Premio Internacional de Mujeres de Coraje en 2018 por este y otros trabajos.

## Premios y reconocimientos
El trabajo de Mukasarasi ha ganado otros premios nacionales e internacionales. En octubre de 1996, recibió el Premio a la Creatividad de la Mujer en la Vida Rural de la Fundación de la Cumbre Mundial de la Mujer, y también recibió el Premio Nzambazamariya Vénéranda, un premio de Ruanda para las personas que promueven una imagen positiva para las mujeres. En 2004, recibió el John Humphrey Freedom Award del Centro Internacional para los Derechos Humanos y el Desarrollo Democrático, que recibió una subvención que permitió a Mukasarasi realizar una gira de conferencias por las ciudades canadienses para promover su trabajo. Kathleen Mahoney, presidenta de la junta del Centro, declaró en un comunicado de prensa que "a través de su coraje, su entusiasmo y su compromiso inquebrantable, [Mukasarasi] ha logrado ganarse la confianza de las víctimas de violación y violencia sexual, en particular las mujeres que contrajeron el VIH -SIDA, así como para romper el silencio y ayudar a estas mujeres a obtener justicia ".
Odina Desrochers elogió a Mukasarasi en la Cámara de los Comunes de Canadá en nombre del Bloque Québécois por su "papel clave en romper el silencio y documentar crímenes de violencia sexual para el Tribunal Penal Internacional para Ruanda".